# Protestantse begraafplaats Oosterhout
De Protestantse begraafplaats Oosterhout is een begraafplaats, gelegen aan de Nieuwe Bouwlingstraat in de Nederlandse stad Oosterhout (provincie Noord-Brabant). De begraafplaats werd in 1828 aangelegd en heeft een rechthoekig grondplan met een oppervlakte van 1.200 m².  Ze wordt omsloten door een bakstenen muur en een dubbel metalen hek tussen bakstenen zuilen afgewerkt met hardstenen vazen vormen de toegang. Aan het einde van het middenpad staat het grafmonument van Martinus Wijnaendts van Stein (rijksmonumentnr. 520011).

## Britse oorlogsgraven
Op de begraafplaats liggen twee perken met graven van gesneuvelde Britse leden van de Royal Air Force. Het eerste perk bevat de graven van vier bemanningsleden van een Hampden bommenwerper die op 15 mei 1940 werd neergeschoten.
In het tweede perk liggen de lichamen van zeven bemanningsleden van een Avro Lancaster bommenwerper die op 20 december 1942 werd neergeschoten.
Hun graven worden onderhouden door de Commonwealth War Graves Commission alwaar ze geregistreerd staan onder Oosterhout Protestant Cemetery.